# Александър Алексиев – Хофарт
Александър Петров Алексиев, известен с артистичния си псевдоним Хофарт, е български художник и изкуствовед, доктор.

## Биография
Александър Алексиев – Хофарт е роден на 28 ноември 1960 г. в Плиска, България. Завършва Художествената академия в София през 1992 г. – специалност живопис – в курса на проф. Петър Михайлов и проф. Андрей Даниел. Член е на Съюза на българските художници от 1994 г. Хофарт е негов творчески псевдоним.
Освен с живопис, Александър Хофарт се занимава с проучване в областта на предхристиянското изкуство. Защитава успешно дисертация върху ранносредновековното прабългарско изкуство през 2018 г.

## Творчество
Негови работи се намират в частни колекции и галерии в България, Япония, Германия, САЩ, Австрия, Италия, Испания, Гърция и др.
Александър Хофарт е автор на музиката и текста на песните „Неспокойни дни“ и „Народът на Дуло“ от едноименния албум на рок група „Епизод“. Той е композитор и китарист на рок група „Атила“, съществувала в края на 80-те години.

## Изследователска дейност
Освен с живопис, в качеството си и на изкуствовед, А. Хофарт се занимава с предхристиянско прабългарско изкуство.
 През 2001 г. излиза от печат първата му голяма книга „Изгубените кодове на древните българи“, посветена основно на изследванията върху Мадарския конник и Именника на прабългарските владетели. През 2003 г. в Австрия излиза статия представяща т. нар. розета от Плиска като културен атрибут от възгледа на предзороастрийските маги. (Sudosteuropaischer Dialog). През 2004 г. е издадена втората му книга „От звездите към кръста“, третираща въпросите за древния звезден възглед на прабългарите и прехода им към християнската морална норма. През 2009 г. излиза монографията му „Митраизмът и древните българи“. А. Хофарт взима участие в няколко научни проекта със свои статии. Участва в поредица от срещи и научни конференции с доклади.
Историографските му трудове, основно посветени на културата на прабългарите, са критикувани от някои анализатори, като трудно вписващи се в правилата на академичната историопис. Хофарт поддържа тезата за нетюркския произход на прабългарите, която добива популярност в резултат на започналата „патриотизация“ на българската историография по време на прехода. Тя е критикувана извън България, а не се приема еднозначно и в страната. Книгите му се издават от издателство „Тангра ТанНакРа“.

## Изложби

### Общи изложби
- 1988 – галерия „Енстасис“ – Атина, Гърция
- 1991 – галерия „Интерпред“ – София, България
- 1993 – „Нови имена“ – галерия „Шипка“ 6 – София, България
- 1993 – „Кюстендилска пролет“ – Кюстендил, България
- 1993 – „Изкуство и екология“ – Токио, Япония
- 1994 – „Нови членове на СБХ“ – галерия „Шипка“ 6 – София, България
- 1994 – „Рисунката“ – в памет на Васил Стоилов, Галерия „Шипка“ 6 – София /награда на публиката/
- 1994 – галерия „Сезони“ – София, България
- 1994 – „Хиперреализъм“ – галерия „Шипка“ 6 – София, България
- 1994 – „Конкурс за наградата на СБХ“ – галерия „Шипка“ 6 – София, България
- 1995 – „Изложба без жури“ – галерия „Шипка“ 6 – София, България
- 1995 – „Голо тяло“ – галерия „Шипка“ 6 – София, България
- 1995 – галерия ЦДНА – София, България
- 1995 – галерия „Sofia“ – Токио, Япония
- 1996 – Пленер`95 – София, България
- 1996 – Пленер `95 – Плевен, България
- 1997 – „Хабитат“ – галерия „Шипка“ 6 – София, България
- 1997 – Пленер `97 – Албена, България
- 1998 – „Васил Левски“ – Софийска градска галерия – София, България
- 1998 – Marsha Child – Contemporary Art – Ню Йорк, САЩ
- 1998 – галерия „Jadite“ – Ню Йорк, САЩ
- 2004 – „Пейзажът“ – галерия „Шипка“ 6 – София, България
- 2005 – галерия „Виарт“ – София, България
- 2010 – галерия „Архангел Михаил“ – Варна, България
- 2012 – галерия „Лик“ – София, България

### Самостоятелни изложби
- 1995 – галерия „Sofia“ – Токио, Япония
- 1998 – International Studio Program – Ню Йорк, САЩ
- 1998 – галерия „Tsetse“ – Провиденс, САЩ
- 1998 – Boston College – Бостън, САЩ
- 2000 – галерия „Драка“ – София, България
- 2001 – галерия „Арт’96“ – София, България
- 2010 – галерия „Лик“ – София, България
- 2018 – галерия „Виталика“ – София, България – по докторански кредити

## Изследвания

### Монографии
- Изгубените кодове на древните българи (2002)
- От звездите към кръста (2004)
- Митраизмът и древните българи (2009)
- Мадарският релеф – код и съдържание (2023)

### Статии и брошури
- Изгубените кодове (2000)
- Die Bulgaren und der Glaube der alten Magie (Die astronomische Roseten von Pliska) (2003)

### Доклади
- Приносът на българите в световната цивилизация (2000) – Софийски университет, София
- Българите – произход и духовни корени (2003) – Виена, Австрия
- Корени на българската цивилизация (2005) – София, ИИ при БАН
- Българската държавност в Европа пред своя XX век (165 – 2005) (2005) – под патронажа на президента на Република България – Георги Първанов – Софийски университет, София
- Древнобългарските изобразителни мотиви в паметниците на изкуството, отразяващи владетелската идеология – зооморфна стилистика и семантика (2014)– В: „Иран и Балканите в огледалото на историята“ – от международна конференция 2013 г. в София/ СУ
- Indo-iranian mytological and religions traces in some bulgar monuments.(2014) –In: The Bulgars The discussion continues. Sofia
- Духовен аспект в изкуството и идеологията на древните българи в контекста на източноиранската етногенеза в Средна Азия (Релефът Мадарски конник). – В: „Булгарика Ираника“, С., (2016) – от международна конференция 2012 г. в София/ СУ
- Динамика на научната гледна точка в изследването на Мадарския релеф – Докторантски четения 2017 /Департамент Изкуствознание и история на културата – НБУ/
- Древние болгары в контексте культурно-исторического ареала ираноязычных народов Средней Азии (2019) – В: Тенгрианство и эпическое наследие народов Евразии: истоки и современность – VII-я Международная научно-практическая конференция – Бишкек